# マリウス・バルバロウ
マリウス・バルバロウ（Marius Barbarou、1876年10月28日 - 1956年12月8日）は、フランスの自動車技術者、航空機技術者、レーシングドライバーである。

## 経歴
1891年、鍛冶屋である父の仕事を手伝うため勉強を断念し、1893年から1894年にかけてパリにあるパナール・エ・ルヴァッソールのグスターブ・ショボ―（Gustave Chauveau）とエメ・ヴィッツ（Aimé Witz）の工房で整備士の見習いを始めた。

### クレメント・バイヤード - ベンツ
1900年にパリで開催された万国博覧会で、自身の設計になる機械制御式の吸気バルブを持つV型2気筒のエンジンを発表。同年年末にクレメント・バイヤードのアドルフ・クレメント＝バイヤードの設計事務所に入り、1902年にかけて、3種類のエンジンの製造に携わる。
1902年10月、先行していたダイムラー社との差を埋めることを企図したベンツ社に雇われ、わずか25歳で同社の技師長となり、1904年5月まで務めた。フランスから他にも5名のエンジニアを引き連れて同社に入ったが、こうした動きは同社の創業者であるカール・ベンツの許可したものではなく、やがてベンツは自ら起こした会社から身を引くことになる。同社ではベンツ・パルシファルを完成させた。
バルバロウはパルシファルのために1902年に直列2気筒、次いで1903年に直列4気筒で60馬力を出力するエンジンを設計し、車体は小径のタイヤを履かせることで低重心化を図るとともに、駆動系にも先進的なアイデアを用いた。1900年代当時、車体前部に搭載されたエンジンの回転を後輪に伝える方式としてはスプロケットとローラーチェーンを使う方法が一般的だったが、バルバロウはパルシファルにはドライブシャフトによる駆動伝達方式を用いた。ドライブシャフトそのものは19世紀からあるものだが、自動車に一般的に使用されるようになるのは1910年代に入ってからであり、パルシファルの例は他に10年先駆けるものだった。

#### レーシングドライバー

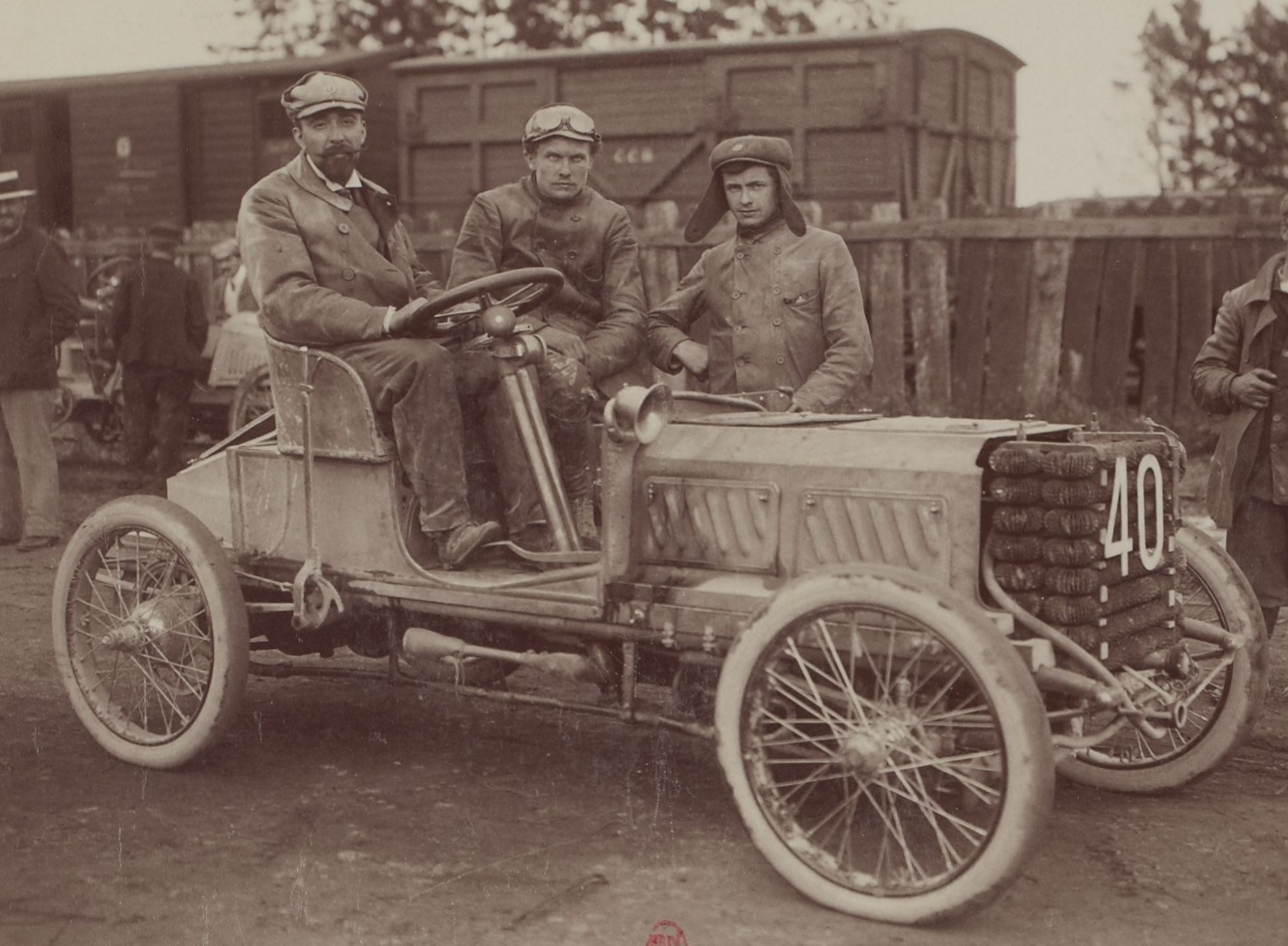
1902年のアルデンヌサーキットレースのバルバロウ（ステアリングホイールを握っている人物）

バルバロウはクレメント・バイヤードとベンツ社で自動車設計に関わると同時に、そうした車で自らの運転で自動車レースに参加した。
1901年にクレメント・バイヤードにいた頃からのことで、同年のパリ～ベルリンレースに参戦しているほか、翌年にベルギーのユイで行われた12時間耐久レースではボワチュレットクラスで優勝している。ベンツ社に移った後も、1903年のパリ～マドリッドレースに参戦した。

### ドローネ・ベルヴィル - ロレーヌ・ディートリッヒ
1904年6月には再びフランスに戻り、ドローネ・ベルヴィルに入って、技術部門のトップとなった。最初の車を同年のパリ・サロンで発表し、同社には1914年まで在籍して一連の高級モデルを開発した。
1914年4月にロレーヌ・ディートリッヒに移り、やはり技術部門のトップとなる。同社に入ってからおよそ3ヶ月後の8月、第一次世界大戦が勃発し、同社はそれに協力するため、航空用エンジンの製造に注力した。
戦後に開発されたロレーヌ 12Ebも、バルバロウが手掛けたエンジンのひとつである。

## 代表作
バルバロウが主導して開発した車両と航空機エンジンを以下に例示する。

### 自動車

ベンツ・パルシファル（1902年）
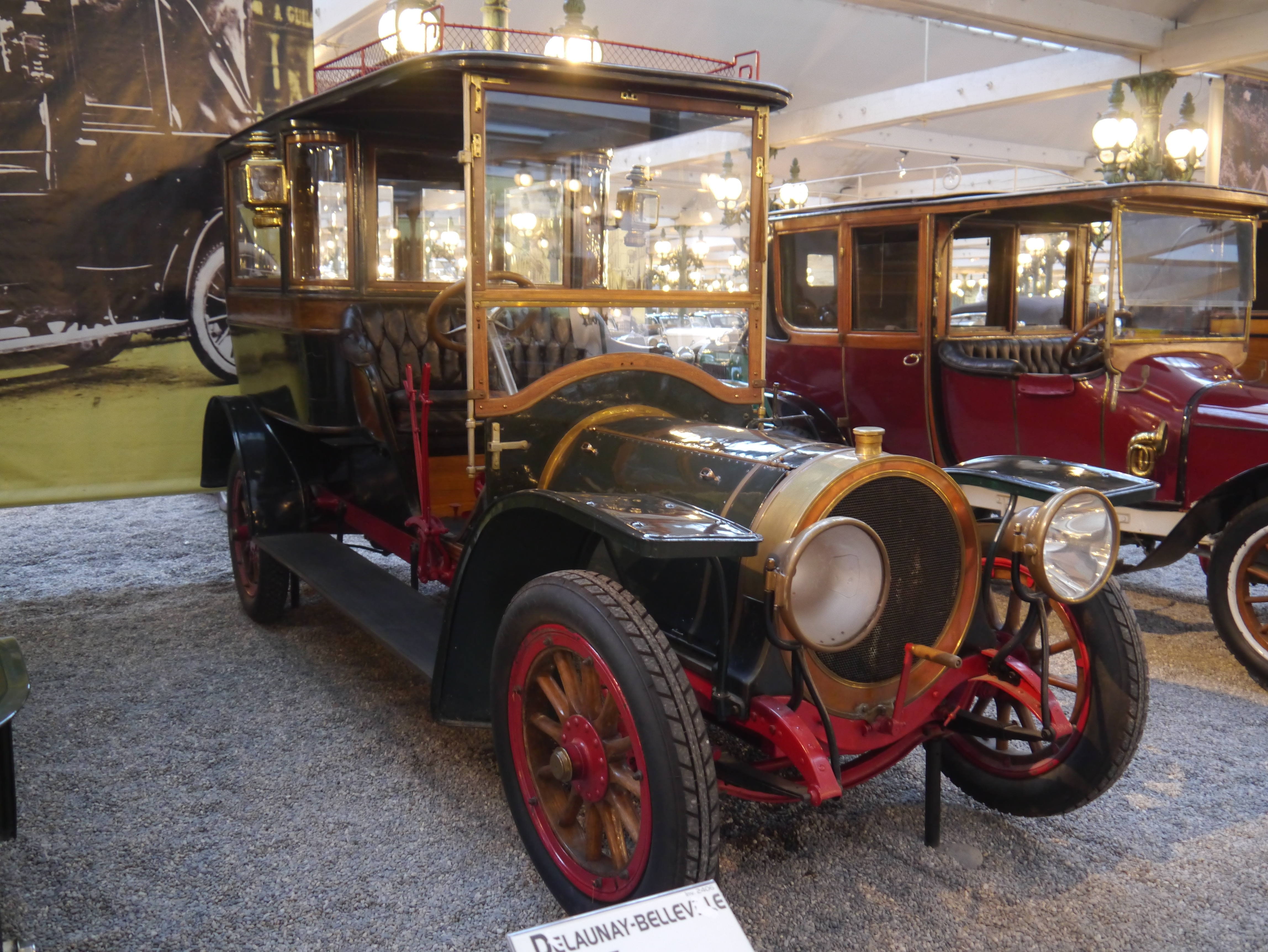
ドローネ・ベルヴィル・F9（1909年）
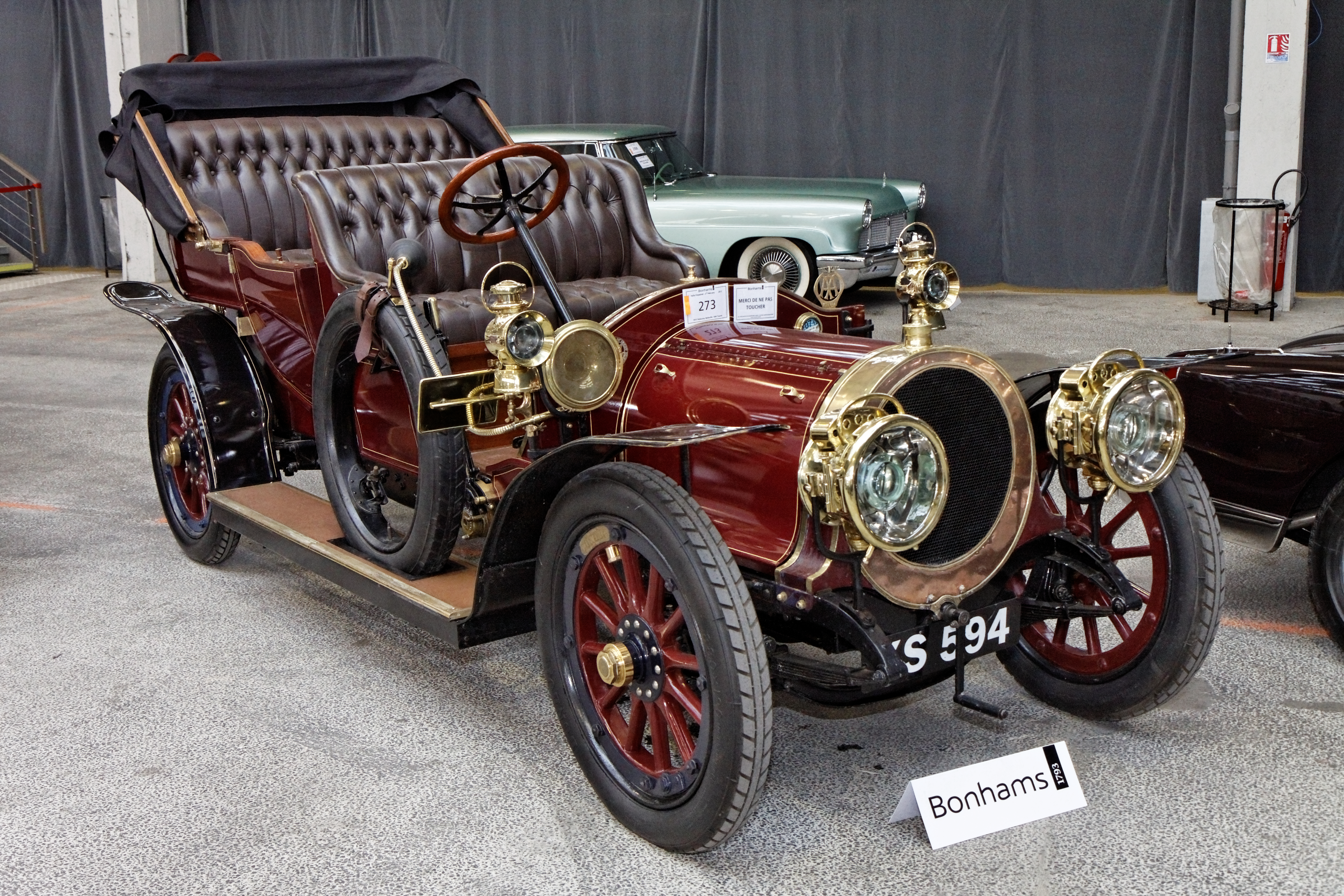
ドローネ・ベルヴィル・HB4（1911年）
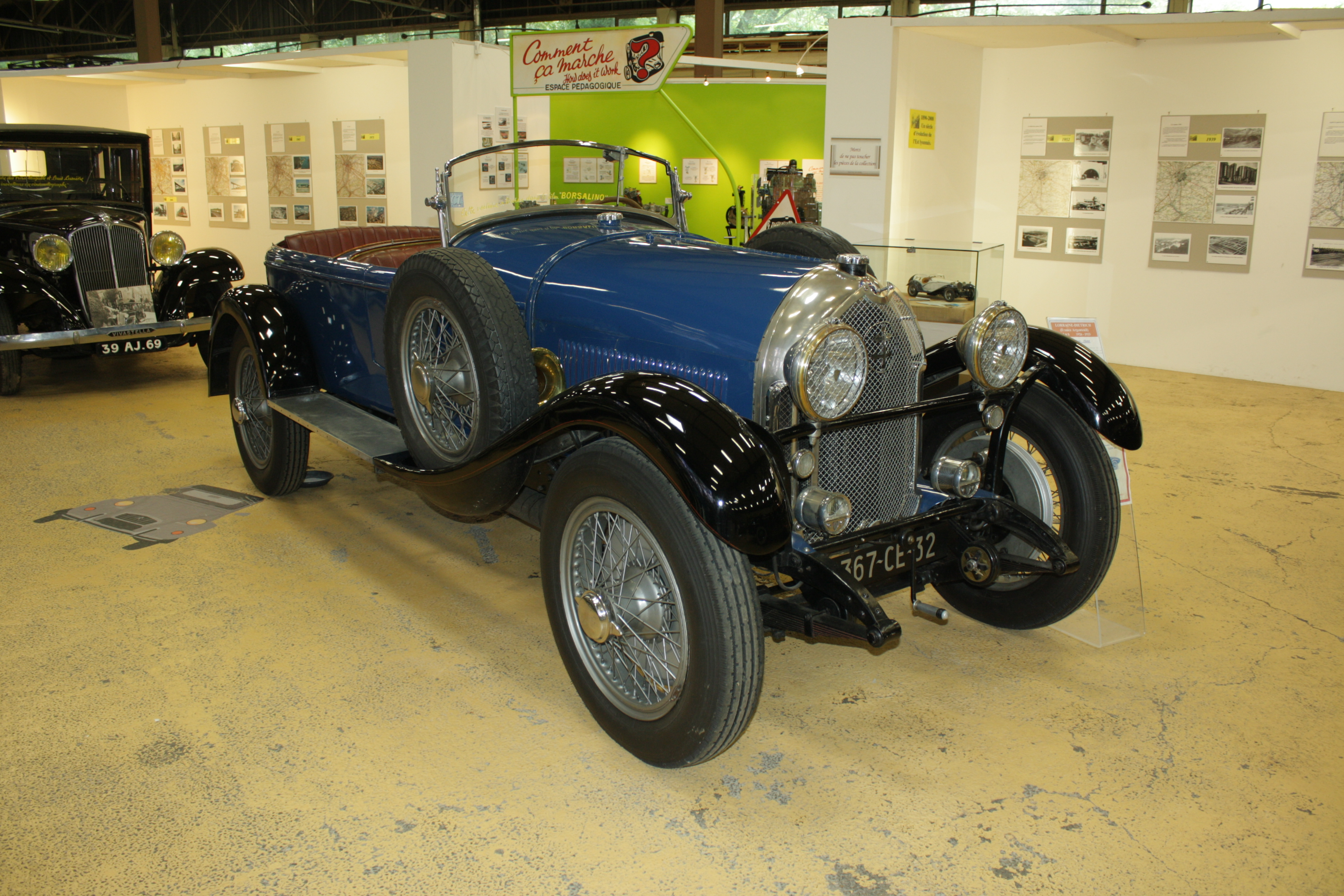
ドローネ・ベルヴィル・B3-6（1923年）

### 航空機エンジン

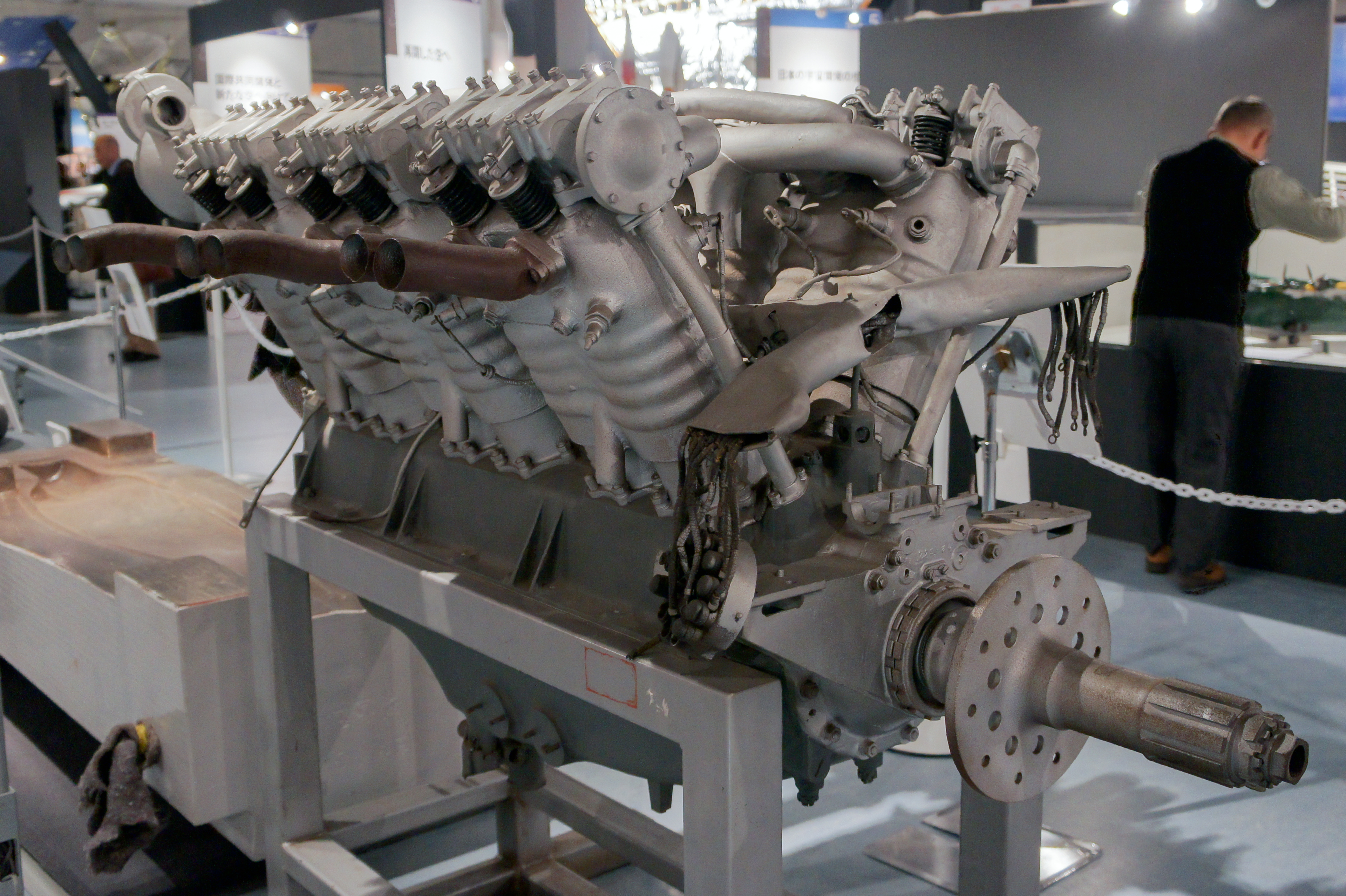
ロレーヌ・12D（1918年）
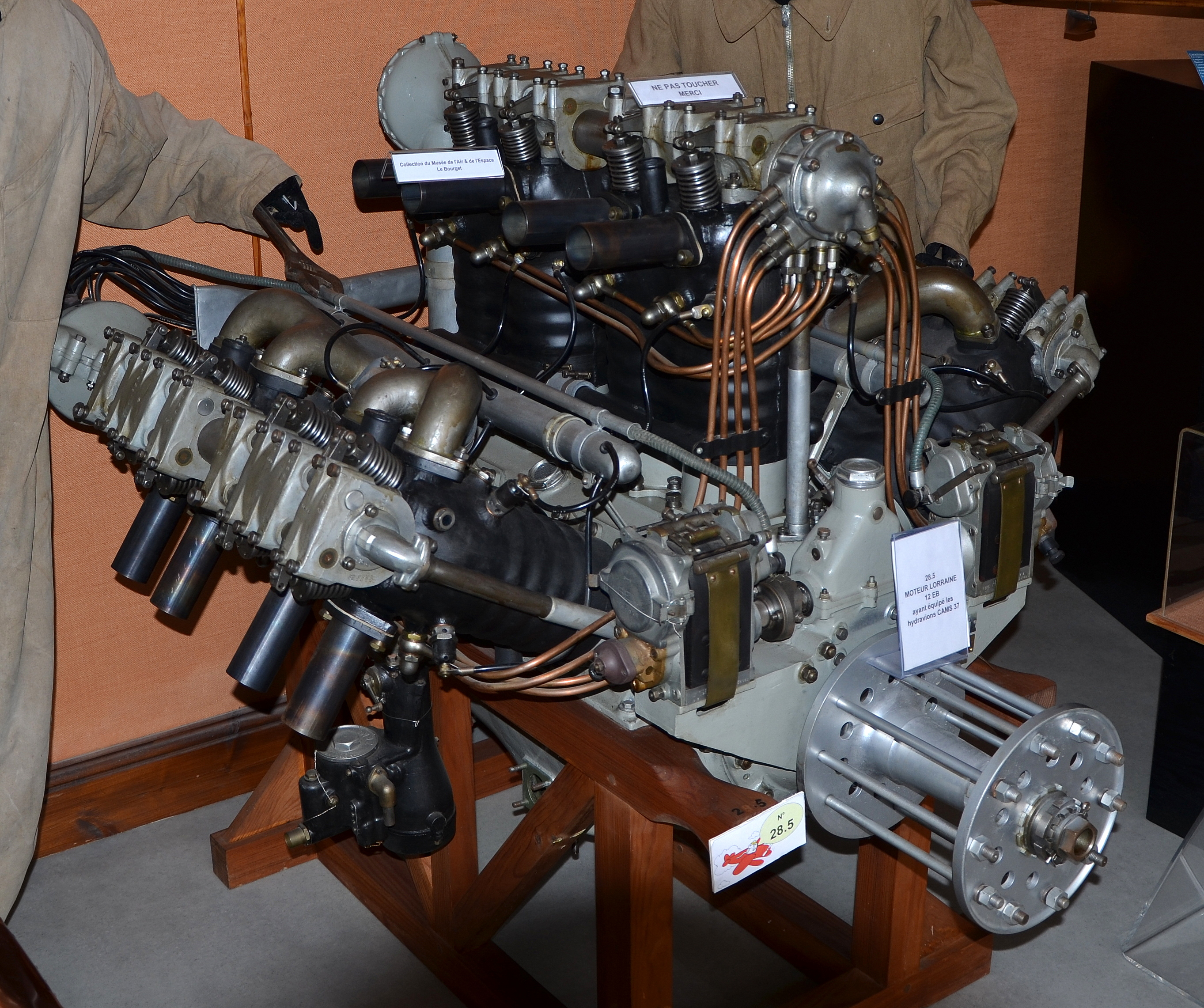
ロレーヌ・12Eb（1922年）
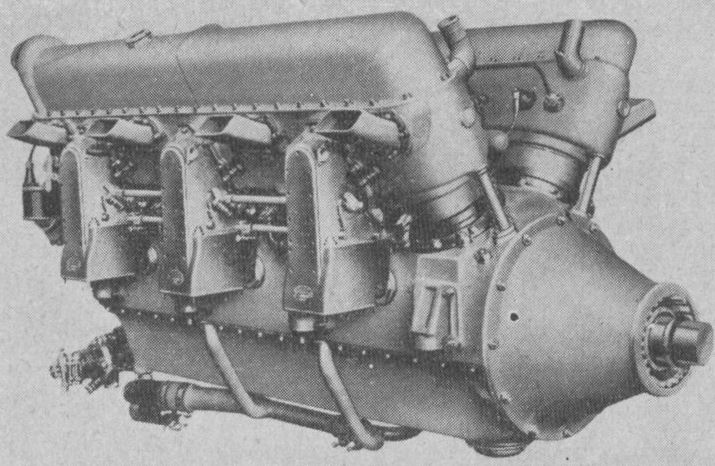
ロレーヌ・ペトレル（1932年）

## 参考資料
書籍
- Karl Ludvigsen (1995-06). Mercedes-Benz Quicksilver Century. Transport Bookman Publications. ASIN 0851840515. ISBN 0-85184-051-5
- 赤井邦彦（著）、1999-10-28、『シルバーアロウの軌跡: Mercedes‐Benz Motorsport 1894〜1999』、ソニー・マガジンズ ISBN 4-7897-1417-9 NCID BA46510687 ASIN 4789714179
- 宮野滋（著）、2012-04-25、『メルセデス・ベンツ 歴史に残るレーシング活動の軌跡 1894-1955』、三樹書房 ISBN 978-4-89522-589-2 NCID BB09549308 ASIN 4895225895
  - 宮野滋（著）、2017、『メルセデス・ベンツ 歴史に残るレーシング活動の軌跡 1894-1955 [新装版]』、三樹書房 ISBN 4-89522-671-9 ASIN 4895226719